# Senebtisi

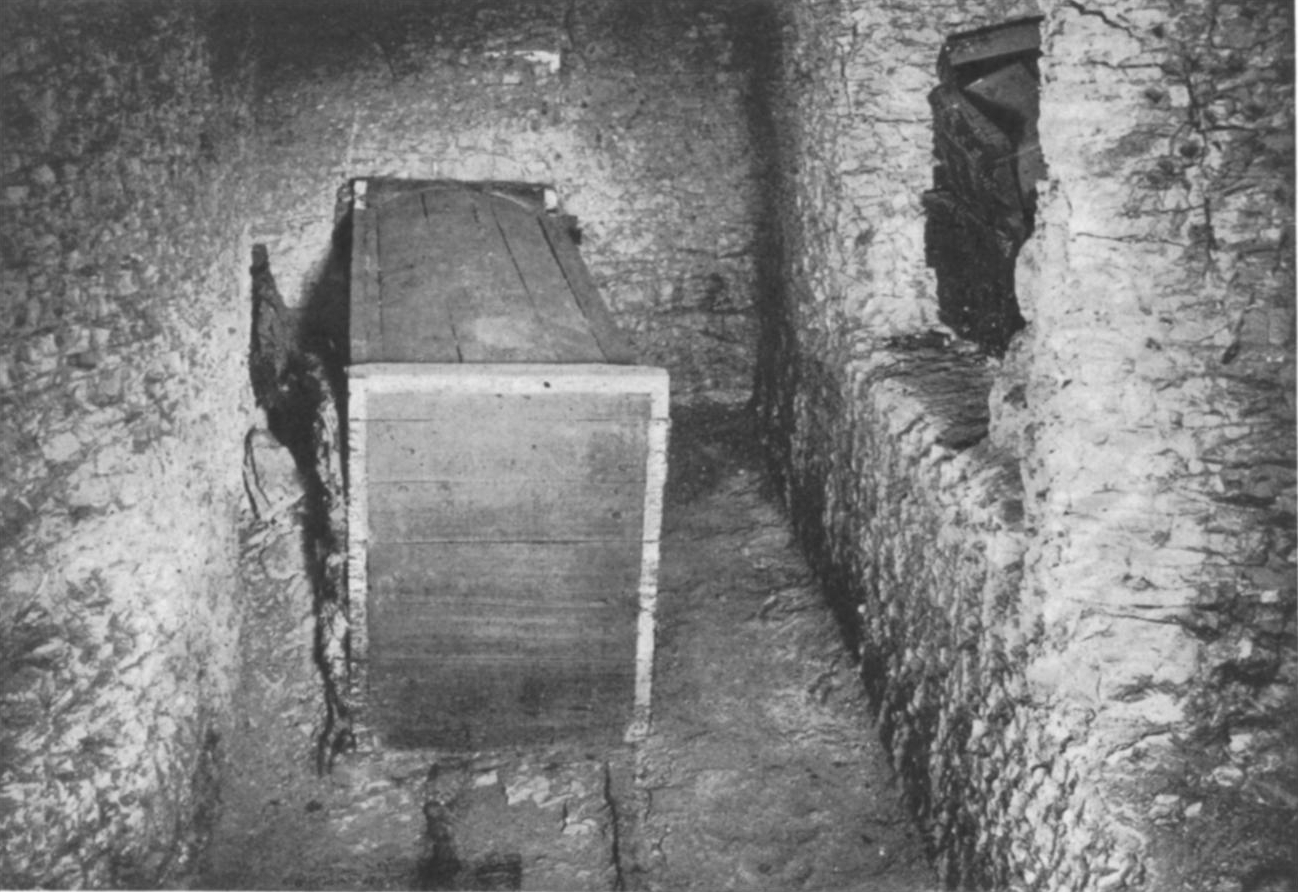
Cỗ quan tài giữa của Senebtisi được tìm thấy trong ngôi mộ

Senebtisi là một phụ nữ Ai Cập cổ đại sống vào cuối triều đại thứ 12, khoảng năm 1800 trước Công nguyên. Bà chỉ được biết đến từ nơi chôn cất không bị xáo trộn của mình được tìm thấy tại Lisht.
Rất ít thông tin về Senebtisi. Trên những đồ vật được tìm thấy trong ngôi mộ của bà, bà có tên thứ hai là Zathacco (con gái của Apis). Bà mang danh hiệu phụ nữ chung của gia đình. Chồng hoặc bố mẹ bà không được nhắc đến trong ngôi mộ của bà.
Nơi chôn cất Senebtisi được tìm thấy bởi một đoàn thám hiểm người Mỹ vào năm 1907 tại Lisht như một phần của tổ hợp tang lễ thuộc về tể tướng Senusret. Quan tài của bà được tìm thấy ở dưới cùng của một trục trong một buồng phía bắc của trục này.
Cơ thể ướp xác của Senebtisi được đặt trong một bộ ba quan tài. Có một quan tài bằng gỗ bên ngoài, được ghi bằng văn bản, nhưng chỉ được bảo quản kém. Có một cỗ quan tài ở giữa chỉ có chữ khắc trên lá vàng trên nắp. Cỗ quan tài trong cùng có hình người nhưng chỉ được bảo quản rất tệ. Senebtisi được trang trí với một loạt các vật dụng trang sức cá nhân, nhiều trong số chúng đặc biệt chỉ được thực hiện cho việc chôn cất. Có ba vòng cổ rộng, vòng tay và vòng chân và một số vòng cổ hạt. Cơ thể cũng được trang trí với một loạt vũ khí và phù hiệu hoàng gia. Xung quanh xương chậu bà đang đeo tạp dề hoàng gia. Bên cạnh quan tài đã được tìm thấy trong một hốc hộp có bốn hộp tán. Dưới chân quan tài được phát hiện nhiều tàu gốm.
Senebtisi ban đầu có niên đại vào đầu triều đại thứ 12, vì chôn cất của bà là một phần của tổ hợp tang lễ của tể tướng Senusret, người sống dưới thời Senusret I và Amenemhat II. Nhiều nghiên cứu gần đây đã chỉ ra rằng nhiều khả năng bà có niên đại đến cuối triều đại thứ 12.
Một báo cáo khai quật đầy đủ về ngôi mộ xuất hiện vào năm 1916.